# Giacomo e Giovanni Battista Tocci
Giacomo e Giovanni Battista Tocci (Locana, 4 ottobre 1877 – dopo il 1897) sono stati due gemelli siamesi.

## Biografia
Alcuni articoli di giornale dell'epoca riportano Locana, in Piemonte, come luogo di nascita dei gemelli, altri indicano la Lucania, l'attuale Basilicata. La data di nascita non è certa: i gemelli potrebbero essere nati a luglio o ad ottobre del 1875, mentre altre fonti danno come data di nascita il 4 ottobre 1877, confermata anche dal comune di nascita.
La madre, Maria Luigia Mezzanrosa (1858-1882), aveva 19 anni al momento del parto. I genitori dei gemelli Tocci non permisero alcuno studio medico approfondito sui di essi, in quanto credevano che ciò ne avrebbe ridotto la fama: i gemelli vennero sfruttati dai genitori, che ne lucravano esponendoli al pubblico come "fenomeni da baraccone" per provvedere alla numerosa famiglia formatasi nel frattempo.
Durante una loro esposizione a Torino, i gemelli vennero sottoposti ad un professore dell'Accademia di Medicina di Torino, il quale stabilì che non avrebbero avuto una vita lunga, mentre altri studi condotti da medici a Lione, Francia e all'Accademia svizzera di scienze naturali, stabilirono esattamente il contrario.
I gemelli avevano due teste, due colli, due gabbie toraciche che si univano a partire dalla sesta costola, quattro braccia e due gambe; avevano inoltre due cuori, due stomaci, due paia di polmoni e due diaframmi, mentre condividevano l'intestino, l'ano e il pene. Ciascun gemello controllava la rispettiva gamba, e non aveva controllo sul corpo del fratello.
Durante il decennio del 1880, i gemelli vennero esposti in molte grandi città italiane, svizzere, tedesche, polacche, austriache e francesi. Un dottore inglese studiò il carattere dei gemelli Tocci, stabilendo una maggiore intelligenza e vena artistica di Giovanni rispetto a Giacomo. Altri dottori, in seguito, riportarono una uguale intelligenza tra i due fratelli.
I gemelli Tocci non sapevano camminare, non avendo uno sviluppo muscolare adeguato nelle loro gambe, in parte dovuto al troppo tempo passato ad essere esposti senza la possibilità di muoversi o all'impossibilità di controllarle a causa della differenza di carattere che ne impediva una sincronizzazione perfetta. Questa condizione di immobilità rese più semplice il loro "sfruttamento" da parte dei genitori.

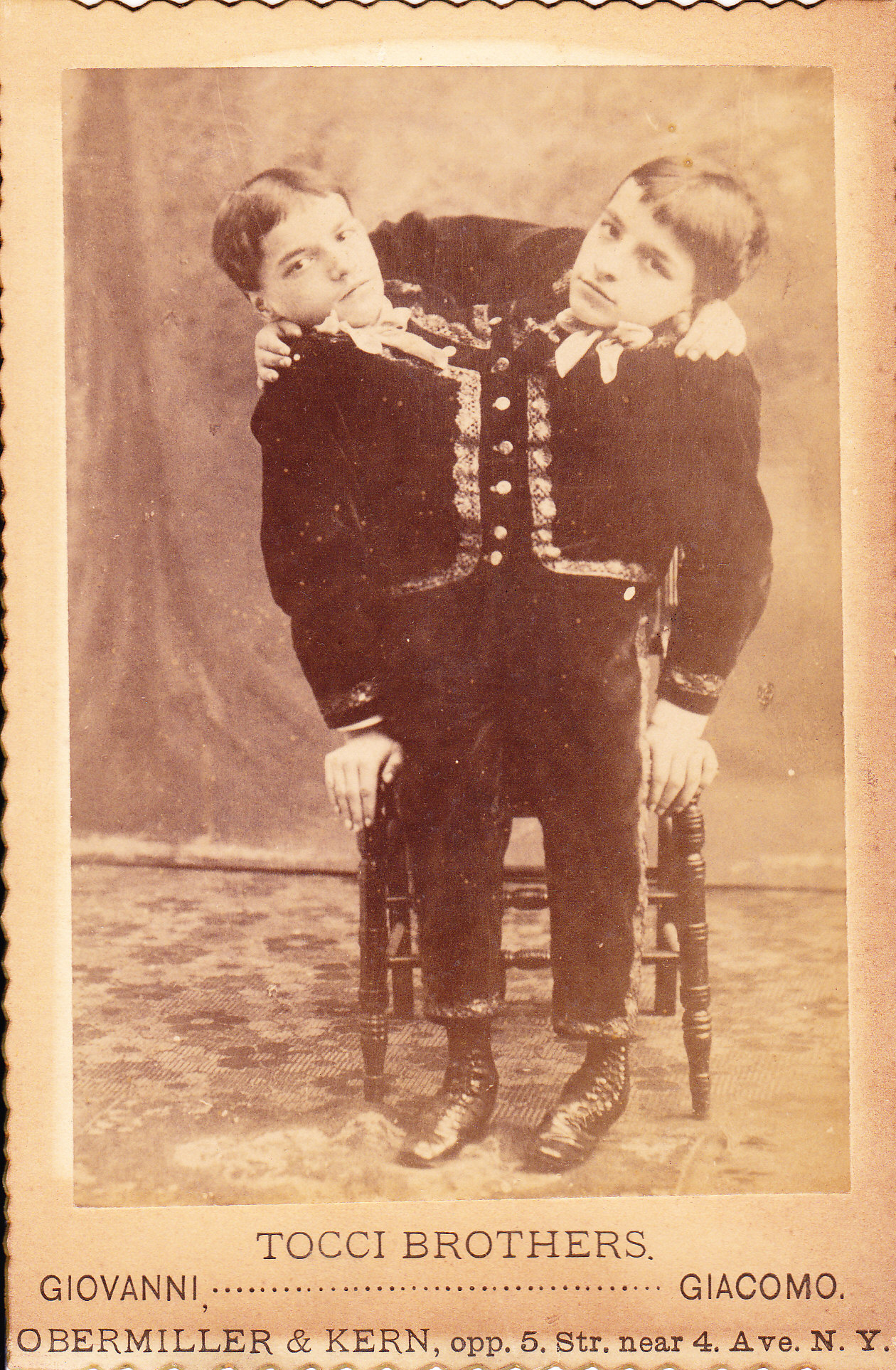
I gemelli Tocci nel decennio del 1880

I gemelli parlavano italiano, francese e tedesco. Si conoscono alcuni dettagli della loro adolescenza. Ad esempio, mentre a Giovanni piaceva la birra, Giacomo preferiva l'acqua minerale. Giacomo era loquace, mentre Giovanni era più silenzioso. Nel 1891 i gemelli si recarono negli Stati Uniti per effettuare un tour, per il quale vennero pagati 1.000 dollari a settimana. Nel marzo 1892 arrivarono a New York, dove soggiornarono per tre settimane. Il loro tour aveva una durata prevista di un anno, ma durò in realtà cinque per via dell'enorme popolarità acquisita nel paese.
Nel 1897 i gemelli tornarono in Italia, dove decisero di ritirarsi acquistando una villa a Venezia dove, secondo l'unica fonte confermata dai loro discendenti, morirono nello stesso anno. Altre fonti riportano invece che vissero per altri 20 anni ed uscissero raramente dalla loro villa, contraendo in questo periodo due matrimoni con due donne diverse nel 1904, ma non si sa con certezza se ebbero figli. Non si conosce nemmeno la data certa della loro morte: secondo le stesse fonti che rifiutano il 1897 come data di morte, morirono nel 1906, mentre altre li riportano come vivi nel 1911 e nel 1922. Un altro articolo li voleva senza figli e ancora in vita nel 1940.

## Riferimenti nella cultura di massa
Durante il loro tour negli Stati Uniti, dopo aver visto una foto dei gemelli, lo scrittore Mark Twain decise di scrivere il racconto I gemelli straordinari e quindi il romanzo Wilson lo zuccone.